# Rahatschou

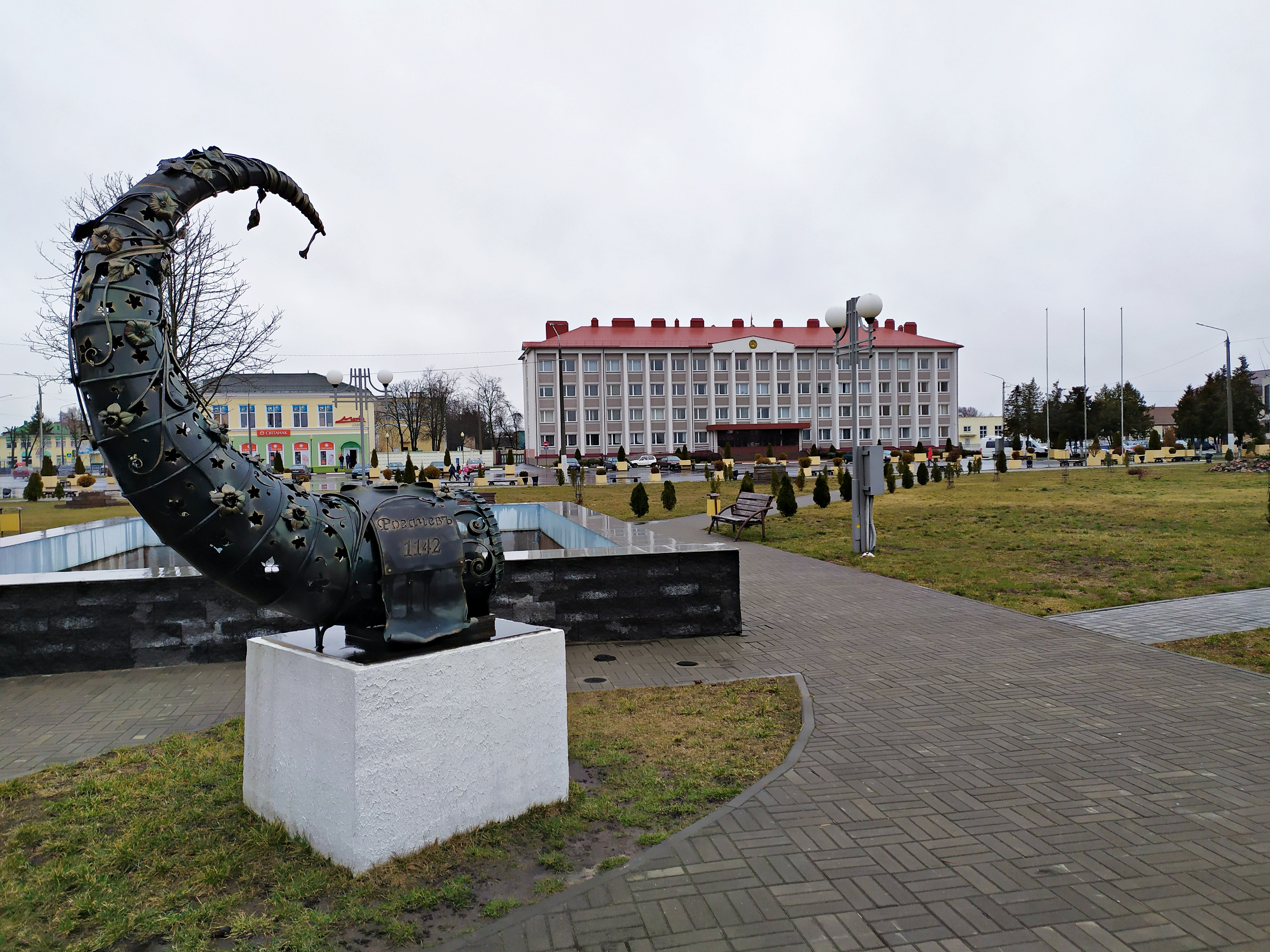
Zentraler Platz

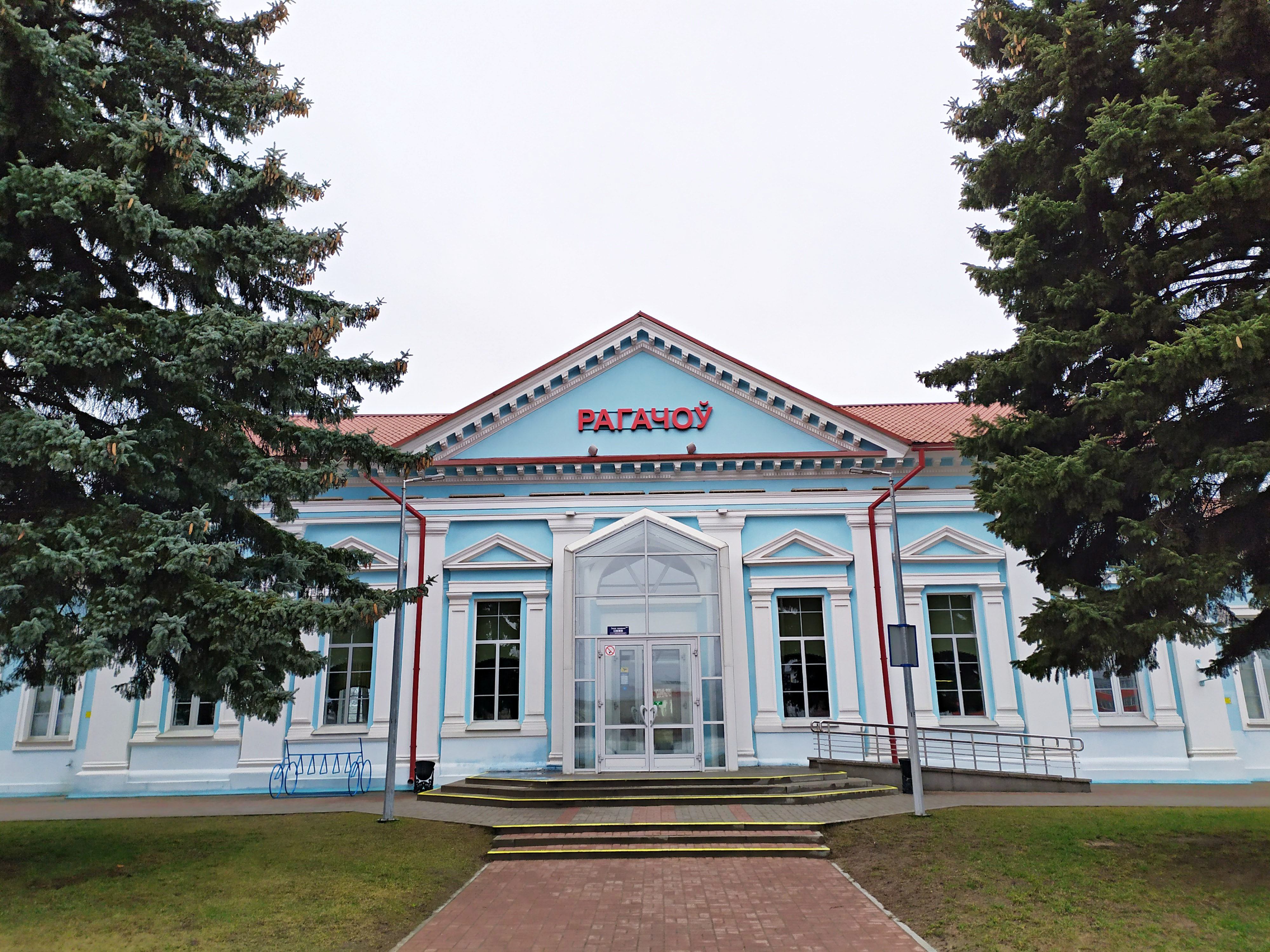
Bahnhof

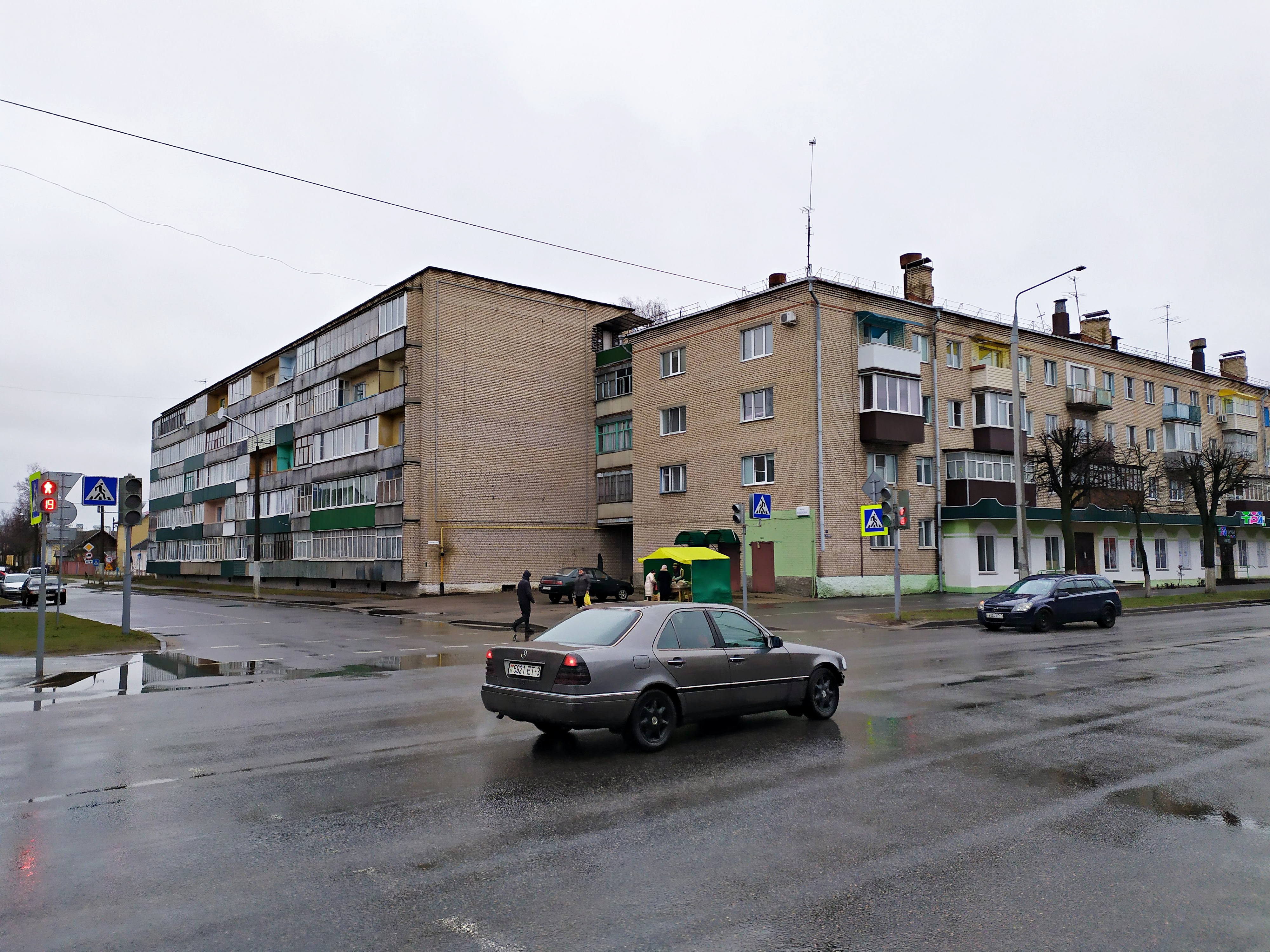
Straße im Zentrum der Stadt

Rahatschou (belarussisch Рагачоў; russisch Рогачёв Rogatschow) ist eine Stadt in der Homelskaja Woblasz in Belarus. Es ist die Hauptstadt des Rajon Rahatschou. Die Stadt liegt zwischen den Flüssen Drut und Dnepr. Die Einwohnerzahl beträgt 34.882 (Stand 2010).

## Geschichte
Archäologische Funde aus der Gegend belegen, dass bereits vor etwa 14.000 Jahren hier Menschen lebten. Es wurden zahlreiche Werkzeuge und Waffenteile aus Feuerstein sowie Knochenreste von Mammuten gefunden. Erste Siedlungen sind für die Mittlere Steinzeit nachweisbar. Während der Bronzezeit war dieses Gebiet schon relativ dicht besiedelt. Besonders aus dieser Zeit finden sich hier viele Grabstätten. Etwa zu Beginn der Zeitrechnung, vor ungefähr 2000 Jahren existierte im Gebiet von Rahatschou bereits eine Burganlage. Die erste urkundliche Erwähnung stammt aus dem Jahre 1142 und bezieht sich auf Fürst Igor. Die Herkunft des Namens der Stadt ist nicht geklärt.

### 1142–1772
Im 13. Jahrhundert gehörte Rahatschou zum Großfürstentum Litauen. Zu dieser Zeit kam es zu Kriegen zwischen dem litauischen und dem expandierenden Großfürstentum Moskau, in dem es auch um das Gebiet um Rahatschou ging. Gleichzeitig drängten aber auch Krimtataren und Kasachen in diese Region.
Im 15. Jahrhundert kam es zu einer recht dynamischen Entwicklung des Gebietes, diese Zeit wird als das Goldene Jahrhundert für Rahatschou bezeichnet. Die zu dieser Zeit regierenden Pinsker Fürsten gaben das Gebiet an Sigismund I. (der Ältere) (1467–1548) ab, der die Stadt seiner Frau Bona Sforza zur Hochzeit schenkte. Sie war eine Fürstin von Milano, unter anderem bekannt durch ein Gemälde von Lucas Cranach d. J. Bona ließ sich in Rahatschou auf dem Schlossberg im Zentrum des alten Stadtkerns ein Schloss erbauen. 1562 wurde die Stadt von Krimtataren geplündert und niedergebrannt, 1654 halten sich in diesem Gebiet die Truppen des Hetman Solotorjenko auf. 1569 bis 1772 war Rahatschou unter Herrschaft der polnischen Rzeczpospolita, wichtige Daten sind hier die Lubliner Union 1569 und die Kirchenunion von Brest von 1596.
Im 17. und 18. Jahrhundert verlor Rahatschou durch die anhaltenden kriegerischen Auseinandersetzungen zwischen den sich noch immer bekämpfenden Litauern und Moskauern an Bedeutung, die Entwicklung stagnierte. Im Jahr 1772, nach der ersten Polnischen Teilung, lag Rahatschou im Herrschaftsbereich des aus litauischen und polnischen erstandenen neuen Fürstentums. Die Stadt wurde zum Verwaltungszentrum eines Kreises, der etwa die fünffache Größe des heutigen Landkreises besaß.

### 1772–1940
Am 22. März 1777 wurde Rahatschou durch Erlass der Zarin Katharina II. Hauptstadt eines Kreises im Gouvernement Mogiljow.
Zu dieser Zeit wurde beschlossen, auf dem Schlossberg an Stelle des Schlosses der Fürstin Bona eine neue Burg zu errichten. Die Pläne waren bereits fertigt und die im Wege stehenden Gebäude waren schon abgerissen worden, als die Pläne zum Neubau hier am Ort wieder aufgegeben und die Anlage in Bobruisk errichtet wurde.
Die günstige geografische Lage der Stadt war ein wesentlicher Faktor für die Entwicklung und den Aufschwung besonders der Forstwirtschaft und des Handwerks. Rahatschou war ein wichtiger Punkt auf dem Handelsweg entlang des Dnepr zwischen Mogiljow und Kiew. Der wirtschaftliche Aufschwung und die kulturelle Entwicklung der Stadt wurde durch den Vaterländischen Krieg gegen die Truppen von Napoleon Bonaparte unterbrochen.
Die Aufhebung der Leibeigenschaft im Jahre 1861 durch Zar Alexander II. beschleunigte das wirtschaftliche Wachstum im ganzen Russischen Reich sowie auch in Rahatschou. Im 19. Jahrhundert war die Ansiedlung von Juden in Russland hauptsächlich auf den Ansiedlungsrayon beschränkt. Rahatschou gehörte zu diesem Gebiet, und hier waren Ende des 19. Jahrhunderts etwa 60 % der Einwohner jüdischen Glaubens. Einige von ihnen brachten es zu großem Wohlstand. Wassili Jolschin, ein adliger Jude mit recht großem Reichtum, ließ von 1905 bis 1909 in der Stadt einige große Gebäude errichten, die er dann der Stadt übereignete. Zwei von diesen Gebäuden gibt es noch heute, die Schule Nr. 2 und der Palast der Pioniere. Das ebenfalls von ihm finanzierte und gebaute Kinotheater für 600 Plätze, für damalige Verhältnisse sehr groß, steht heute nicht mehr. Dieses Gebäude war ein kulturelles Zentrum, unter anderem trat auch Schaljapin hier auf.
Der Bau der Eisenbahnlinie Mahiljou–Shlobin zu Beginn des 20. Jahrhunderts förderte erneut das regionale Wachstum. Neue Bauten entstanden, so das erste Theater "Modern", eine gebührenpflichtige Realschule und ein Lehrerseminar. 1913 gab es in Rahatschou mehr als 50 Betriebe mit 185 Arbeitern. Während des Bürgerkrieges nach der Oktoberrevolution kam es in Rahatschou zu Kämpfen, die Stadt war zeitweise durch die polnische Armee besetzt. In dieser Zeit druckte Rahatschou eigene Briefmarken und eigenes Geld.
Im ersten Fünfjahresplan der Sowjetunion entstand in der Stadt ein Milchkonservenkombinat, eine Brotfabrik sowie ein Traktorenmaschinenwerk. Das bereits bestehende Sägewerk und die Kartonfabrik wurden rekonstruiert. Mit dem Industriewachstum wuchs auch die Zahl der Bevölkerung. Rahatschou wurde zum Industriezentrum:
- 7 Kombinate,
- 1 Fabrik,
- 13 Produktionswerkstätten,
- 4 Mittelschulen,
- eine Grundschule und eine Hauptschule,
- 8 Klubs,
- 2 Bibliotheken und
- ein Filmtheater.

Im Rahmen des Ausbaus der Stadt wurden im Zentrum zahlreiche teilweise noch heute bestehende Grünanlagen angelegt.

## Wappen
Beschreibung: Im goldenen Wappen schwebt eine goldene Krone über einem oberhalb der schwarzen Teilungslinie wachsenden schwarzen goldgekrönten Doppeladler mit hochgebogenen Flügeln und unten ein gebogenes schwarzes Horn.
Symbolik: 1781 erhielt die Stadt ihr Wappen, ein schwarzes Horn auf einem goldenen Schild, die goldene Farbe steht für den in diesem Gebiet in großen Mengen produzierten Honig.

## Söhne und Töchter der Stadt
- Elias Hurwicz (1884–1973), deutscher Rechtswissenschaftler, Kriminologe, Soziologe und Publizist russisch-jüdischer Herkunft
- David J. Dallin (1889–1962), russischer Politiker, Schriftsteller und Journalist
- Sergei Wischnewski (1893–1967), sowjetischer Generalmajor[4]
- Schmuel Halkin (1897–1960), belarussisch-russischer jiddisch-schreibender Schriftsteller und Übersetzer
- Anatoli Kaplan (1902–1980), russisch-jüdischer Maler, Bildhauer und Grafiker
- Elchanan Zeitlin (1902–1941), polnischer Journalist und Schriftsteller
- Lidia Wysocka (1916–2006), polnische Schauspielerin, Sängerin und Theaterregisseurin
- Georgi Frumenkow (1919–1989), sowjetischer Historiker
- Ljudmila Schagalowa (1923–2012), sowjetische bzw. russische Schauspielerin
- Mikalaj Harbatschou (1948–2019), sowjetischer Kanute
- Jurij Iljin (* 1962), ukrainischer Admiral[5]
- Sergei Bautin (1967–2022), russisch-belarussischer Eishockeyspieler
- Olesya Bakunova (* 1980), Kanutin[6]